# Studia Mathematica
Studia Mathematica — рецензируемый математический научный журнал, издаваемый Польской академии наук раз в три года. Статьи печатаются на английском, французском, немецком и русском языках, преимущественно по функциональному анализу, абстрактным методам математического анализа и теории вероятностей. Главный редактор Адам Скальски.
Основан в 1929 году Стефаном Банахом и Гуго Штейнгаузом, первыми редакторами были Банах, Штейнгауз и Герман Ауэрбах. Из-за начавшейся Второй мировой войны выпуск журнала пришлось приостановить после выпуска 9-го тома 1940 года; 10-й том вышел в 1948 году.
Журнал индексируется в Current Contents, MathSciNet, Science Citation Index, Scopus, Zentralblatt MATH.
По данным Journal Citation Reports импакт-фактор журнала на 2018 год составил 0,617.